# روبرت ويليام بويل
روبرت ويليام بويل (بالإنجليزية: Robert William Boyle)‏، (2 أكتوبر 1883 - 18 أبريل 1955)، كان فيزيائي كندي وواحدًا من أهم الرواد الأوائل في تطوير السونار.
ولد بويل في عام 1883 في كاربار في دومينيون في نيوفاوندلاند. غادر بويل نيوفاوندلاند إلى مونتريال، كيبيك في دومينيون بكندا حيث تدرب في جامعة مكغيل تحت إشراف الفائز بجائزة نوبل السير إرنست رذرفورد، في حقل النشاط الإشعاعي في ذلك الوقت. حصل على درجة الدكتوراه الأولى في الفلسفة في الفيزياء عام 1909. ثم انتقل إلى إنجلترا لمواصلة عمله باتباع رذرفورد في جامعة مانشستر.
في عام 1912 عاد إلى كندا بناء على طلب من هنري مارشال توري ليصبح رئيس قسم الفيزياء في جامعة ألبرتا، وحول بحثه إلى الفوق الصوتيات.
خلال الحرب العالمية الأولى تطوع بويل لخبرته إلى الأميرالية البريطانية، وبمساعدة معلمه القديم إرنست روثرفورد، انضم إلى مجلس الاختراعات والأبحاث وعمل مع الفيزيائي البريطاني ألبرت بومونت وود، وهو طالب زميل في روثرفورد.
أنتج بويل نموذجًا عمليًا لما سماه البريطانيون «أسديك» (السونار الأول).
تم تركيب نسخ مبكرة من هذه التقنية على السفن الحربية التابعة للبحرية الملكية البريطانية مع انتهاء الحرب.
في عام 1919، عاد بويل إلى ألبرتا وأصبح بعد ذلك بقليل عميد كلية العلوم التطبيقية، وهو المنصب الذي شغله حتى عام 1929. وفي ذلك العام انضم إلى المجلس القومي للبحوث في كندا كمدير للفيزياء، حيث أشرف على الأبحاث في الرادار خلال الحرب العالمية الثانية.
واصل العمل في المجلس القومي للبحوث حتى تقاعده في عام 1948 عندما عاد إلى إنجلترا.
تم انتخابه في الجمعية الملكية الكندية في عام 1921 ومنح وسام فلافيل في عام 1940. توفي في لندن، إنجلترا، وعمره 71 عامًا.